# Helcystogramma
Helcystogramma is een geslacht van vlinders uit de familie tastermotten (Gelechiidae). De wetenschappelijke naam van het geslacht is voor het eerst geldig gepubliceerd in 1877 door Philipp Christoph Zeller als de naam voor een ondergeslacht van Gelechia.
De typesoort van het geslacht is Gelechia obseratella Zeller, 1877

## Synoniemen
- Ceratophora Heinemann, 1870, nom. inval., later homoniem van Ceratophora Gray, [1832-35] (Reptilia)
- Teuchophanes Meyrick, 1914
- Parelectra Meyrick, 1925[2]
- Psamathoscopa Meyrick, 1937
- Anathyrsotis Meyrick, 1939
- Parelectroides Clarke, 1952[2]
- Schemataspis Meyrick, 1918[2]

## Soorten
- Helcystogramma abortiva (Walsingham, 1911)
- Helcystogramma adaequata Meyrick, 1914
- Helcystogramma albinervis (Gerasimov, 1929)
- Helcystogramma amethystias (Meyrick, 1906)[2]
- Helcystogramma amethystina (Meyrick, 1904)
- Helcystogramma anthistis (Meyrick, 1929)[2]
- Helcystogramma archigrapha (Meyrick, 1929)
- Helcystogramma armata (Meyrick, 1911)
- Helcystogramma arotraea (Meyrick, 1894)
- Helcystogramma arulensis (Rebel, 1929)
- Helcystogramma aruritis (Meyrick, 1911)
- Helcystogramma augusta (Meyrick, 1911)[2]
- Helcystogramma badia (Braun, 1921)
- Helcystogramma balteata (Meyrick, 1911)
- Helcystogramma bicunea (Meyrick, 1911)[2]
- Helcystogramma brabylitis (Meyrick, 1911)
- Helcystogramma brunneotincta
- Helcystogramma carycastis Meyrick, 1922
- Helcystogramma casca (Braun, 1925)
- Helcystogramma cerinura (Meyrick, 1923)
- Helcystogramma ceriochranta (Meyrick, 1939)[2]
- Helcystogramma chalybea (Felder & Rogenhofer, 1875)
- Helcystogramma chalyburga Meyrick, 1922
- Helcystogramma chambersella (Murtfeldt, 1874)
- Helcystogramma choristis
- Helcystogramma claripunctella Ponomarenko, 1998[3]
- Helcystogramma compositaepicta (Omelko & Omelko, 1993)[2]
- Helcystogramma conturbata (Meyrick, 1933)
- Helcystogramma convolvuli (Walsingham, [1908])
- Helcystogramma cornuta (Busck, 1914)
- Helcystogramma craticula (Meyrick, 1921)
- Helcystogramma cricopa (Meyrick, 1911)
- Helcystogramma crypsinoma (Meyrick, 1929)
- Helcystogramma cyanozona Meyrick, 1923
- Helcystogramma daedalea (Walsingham, 1911)
- Helcystogramma delocosma (Meyrick, 1936)
- Helcystogramma deltophora (Janse, 1954)
- Helcystogramma ectopon Hodges, 1986
- Helcystogramma engrapta (Meyrick, 1918)
- Helcystogramma epicentra (Meyrick, 1911)[2]
- Helcystogramma euargyra
- Helcystogramma fernaldella (Busck, 1903)
- Helcystogramma fiscinata (Meyrick, 1918)
- Helcystogramma flavescens Junnilainen, 2010
- Helcystogramma flavilineolella Ponomarenko, 1998[3]
- Helcystogramma fuscomarginata Ueda, 1995[4]
- Helcystogramma gradata (Meyrick, 1910)[2]
- Helcystogramma graphicodes (Meyrick, 1914)
- Helcystogramma gypsaspis Meyrick, 1921
- Helcystogramma hapalyntis (Meyrick, 1911)
- Helcystogramma hassenzanensis Park & Hodges, 1995
- Helcystogramma helicopis (Meyrick, 1922)
- Helcystogramma hemiopa (Meyrick, 1921)
- Helcystogramma heterostigma (Diakonoff, [1968])[2]
- Helcystogramma heterotoma (Diakonoff, [1968])[2]
- Helcystogramma hibisci (Stainton, 1859)
- Helcystogramma hoplophora (Meyrick, 1916)
- Helcystogramma hystricella (Braun, 1921)
- Helcystogramma idiastis (Meyrick, 1916)
- Helcystogramma immeritella (Walker, 1864)[2]
- Helcystogramma inerudita (Meyrick, 1926)
- Helcystogramma infibulata Meyrick, 1916
- Helcystogramma iridosoma
- Helcystogramma ithycosma (Meyrick, 1914)
- Helcystogramma juventella (Walsingham, 1897)
- Helcystogramma klimeschi Ponomarenko & Huemer, 2001
- Helcystogramma lamprostoma
- Helcystogramma leucoplecta (Meyrick, 1911)
- Helcystogramma lineolella
- Helcystogramma lithostrota Meyrick, 1916
- Helcystogramma lochistis (Meyrick, 1911)
- Helcystogramma luminosa
- Helcystogramma lutatella (Herrich-Schäffer, 1854)
- Helcystogramma lyrella
- Helcystogramma macroscopa
- Helcystogramma malacogramma
- Helcystogramma meconitis
- Helcystogramma melanocarpa
- Helcystogramma melantherella
- Helcystogramma melissia
- Helcystogramma mercedella
- Helcystogramma metallica
- Helcystogramma microsema
- Helcystogramma musicopa
- Helcystogramma nesidias
- Helcystogramma neurograpta
- Helcystogramma obfuscata
- Helcystogramma obscurata (Meyrick, 1911)
- Helcystogramma obsoleta
- Helcystogramma octophora
- Helcystogramma pantheropa
- Helcystogramma perceptella
- Helcystogramma perelegans (N. Omelko & M. Omelko, 1993)[2]
- Helcystogramma philomusa (Meyrick, 1918)
- Helcystogramma phryganitis (Meyrick, 1911)
- Helcystogramma probolaspis
- Helcystogramma rhabducha (Meyrick, 1911)[2]
- Helcystogramma ribbeella
- Helcystogramma rufescens (Haworth, 1828)
- Helcystogramma rusticella
- Helcystogramma septella
- Helcystogramma sertigera
- Helcystogramma simplex
- Helcystogramma spilopis
- Helcystogramma stellatella
- Helcystogramma symbolica
- Helcystogramma tegulella
- Helcystogramma thaumalea
- Helcystogramma thesmiopa
- Helcystogramma thiostoma
- Helcystogramma triannulella (Herrich-Schäffer, 1854)
- Helcystogramma trichocyma
- Helcystogramma trigonella
- Helcystogramma trijuncta (Meyrick, 1934)
- Helcystogramma tristella (Snellen, 1901)[2]
- Helcystogramma verberata
- Helcystogramma victrix
- Helcystogramma virescens
- Helcystogramma xerastis (Meyrick, 1905)
- Helcystogramma zapyrodes